# アンゴラ独立戦争
アンゴラ独立戦争（アンゴラどくりつせんそう）は、アンゴラがポルトガルからの独立を目指して行われた戦争である。

## 概要
アンゴラ独立戦争（1961年-1974年）は綿花栽培の押し付けに対して起こり、ポルトガル領アンゴラで3つの民族運動・分離運動との衝突に至った。1974年4月にリスボンでのカーネーション革命でポルトガルのエスタド・ノヴォ体制が覆され、新体制は直ちにアフリカ植民地での全軍事行動を止め独立を認める事を宣言した。アンゴラ側は遊撃戦を行い、ポルトガル軍はアンゴラの人口の少ない田舎での対反乱作戦を行った。両軍共に多くの非道行為を行った。アンゴラではポルトガルが戦争を止めた後、民族運動の中で武力衝突が起きた。この戦争は公式には1975年1月にポルトガル政府、アンゴラ全面独立民族同盟（UNITA）、アンゴラ解放人民運動（MPLA）、アンゴラ民族解放戦線（FNLA）がアルヴォー合意に署名した事で終わった。

## 歴史と領土
1482年、ポルトガル王国のキャラベル船はディオゴ・カン（1452年-1486年）の操縦の下、コンゴ王国に到着した。他の探検隊も続き、両国の関係はすぐに近付いた。ポルトガル人は銃器や多くの科学技術、新しい宗教（キリスト教）を提供した。コンゴ王国は奴隷や象牙、鉱物を提供した。パウロ・ディアス・デ・ノヴァイス（1510年-1589年）は1575年にルアンダを発見し、サン・パウロ・ダ・アッスンサン・デ・ルアンダ（ルアンダ昇天聖パウロ）と名付けた。ノヴァイスは植民者100家族と400人の兵士で一帯を征服し要塞化した。ポルトガル王は1605年にルアンダに市の位を与えた。他のポルトガル人植民者によって要塞や港が整備された。1587年からポルトガルの要塞、1617年から市になったベンゲラは、もう1つのポルトガルの初期植民時代の重要拠点だった。ポルトガルの侵入初期は地元のアフリカ人支配者と多くの戦争や紛争、条約があり、特にンジンガ・ムバンディ（1583年-1663年）は強く抵抗した。現在のアンゴラの領域の征服が始まったのは19世紀であり、完了したのは1920年代だった。アンゴラはポルトガル海上帝国植民地の地位を1655年に得て、それは共和国議会が全てのポルトガル植民地に州の地位を与える決定をする1951年6月11日まで続いた。

## 市民的不服従（1948年-1959年）

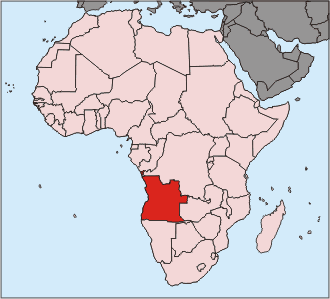
1993年-2011年のアフリカの地図中のアンゴラ

1933年6月13日に議会を通過したポルトガル植民地法はポルトガル人の現地人に対する優越性を認めた。たとえ現地人が大学教育を修了していたとしても、実際の状況は明らかに不利であった。これは現地社会や部族の文化や社会がアンゴラ沿岸部に住むポルトガル人のそれと異なり過ぎていた為である。ヴィリアト・ダ・クルス（1928年-1973年）達が1948年に若い知識人の運動を結成し、アンゴラの文化を奨励した。国家主義者達は国連に「アンゴラは国連監督下で保護国になるべきである」との手紙を出した。1950年代にはポルトガル領アフリカ全体（海外州アンゴラを含む）でポルトガル人入植者達から新しい波が生まれ、アントニオ・サラザール（1889年-1970年）政権に支持された。1951年6月11日にポルトガル共和国議会を「全ての植民地に州の地位を与える」法律が通過した。この法律によってポルトガル領アフリカは正式に「アンゴラ州」と呼ばれるようになった。1953年、アンゴラ人独立主義者達はアンゴラのアフリカ人の為の統合抗争党（PLUA）を結成し、アンゴラのポルトガルからの独立を訴える初の政党となった。1954年にはコンゴ共和国のアンゴラ人国家主義者達が北アンゴラ人民連合を結成し、アンゴラ外周部を含む歴史的コンゴ王国の独立を訴えた。1955年には、マリオ・ピント・デ・アンドラーデ（1928年-1990年）と兄のジョアキム（1926年-2008年）がアンゴラ共産党（PCA）を結成した。1956年12月、「アンゴラのアフリカ人の為の統合抗争党」と「アンゴラ共産党」は統合して「アンゴラ解放人民運動（MPLA）」を結成した。アンゴラ解放人民運動はダ・クルス・マリオ・アンドゥラデやイリディオ・マチャド、ルシオ・ララ達が率い、キンブンド人やルアンダから支持を得た。

## 1960年代

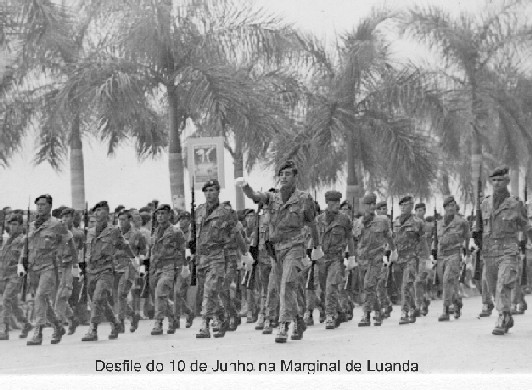
ポルトガル植民地軍のルアンダでの行進

1961年1月3日、マランジェ州のバイサ・デ・カッサンジェ地方の小作農達が、より良い労働環境と高い賃金を求めてコトナングの綿農園でボイコットを起こした。コトナングはポルトガル人が所有する会社で、イギリス人とドイツ人の投資を受けていた。権威に対抗する為に、小作農達は彼らの身分証明書を焼いてポルトガル人貿易商を襲撃した。この事件はバイサ・デ・カッサンジェの反乱として知られている。1月4日までにポルトガル軍は反乱軍の地域の村を爆撃した。この際ナパーム弾が使われ、現地のアフリカ人を400-7000人殺害したと伝えられている。2月4日には、ルアンダで50人の独立主義軍が警察署と聖パウロ刑務所を襲い、7人の警察官を殺害した。40人の攻撃者（アンゴラ解放人民運動）が死亡し、囚人の解放には失敗した。2月5日に政府は殉職した警察官の葬儀を行い、同日にポルトガル人がルアンダのスラム（ムッセクース）に住む黒人の暴力対策法を提出した。2月10日に分離軍が別の刑務所を襲い、ポルトガル人から強い反撃を受けた。
| 「                | ポルトガル人の復讐は凄まじかった。警察は市民が夜間にルアンダのスラムで虐殺をするのを手伝った。白人達はアフリカ人を彼らの一部屋だけの脆い家から引きずり出し、射殺した後路上に遺体を放置した。あるメソジストの伝道者は、個人的に約300人が死んだ事を知っていると証言した。 | 」 |
| —ジョン・マークム | |    |

3月15日、アンゴラ人民同盟（UPA）はホールデン・ロベルト（1923年-2007年）の下、4000-5000人の軍人を率いて拠点のザイールからアンゴラに侵入した。彼の軍隊は農地や植民者居留地、商業地域を奪い公務員や市民を殺害した。犠牲者の殆どが中央高地から来たオヴィンブンド人の契約労働者だったアンゴラ人民同盟はアンゴラ北部に入り、1000人の白人と6000人の黒人を虐殺した。これはヨーロッパ系白人やアフリカ系黒人の女子供も含むものだった。これがポルトガル植民地戦争の始まりねあった。9月20日、ポルトガル人は再団結し、アンゴラ人民同盟の最新の拠点であるアンゴラ北部のペドゥラ・ヴェルデ市（緑の石）を奪還した。戦争の最初の年で2-3万人のアンゴラ人市民が殺害され、40-50万人がザイールに避難した。アンゴラ人民同盟軍は独立志向の避難民を加えてザイール国境からの攻撃を続け、地域社会に更なる恐怖と避難者を生み出した。アンゴラ人民同盟警察は21人の収監中のアンゴラ解放人民運動軍人を捕らえ、1961年10月9日にフェッレイラ事件で処刑した。これによりこの2組織の対立は更に激しくなる。国連安保理は第163決議でポルトガルにアンゴラ人に抑圧的対策をする事を思い留まるよう伝えた。1962年3月、ロベルトはアンゴラ人民同盟とアンゴラ民主党を合併させ、アンゴラ民族解放戦線（FNLA）を結成した。3月27日、彼はアンゴラ亡命者革命政府（GRAE）を結成し、外務相のジョナス・サヴィンビ（1934年-2002年）と会った。ロベルトはザイール大統領のモブツ・セセ・セコ（1930年-1997年）と政治同盟を結成する為に妻と離婚し、モブツの妻の村の女性と結婚した。ロベルトはイスラエルを訪れ、1963年から1969年に渡ってイスラエル政府から援助を受けた。1962年の間、アンゴラ解放人民運動はキンシャサで議会を開いた。ヴィリアト・ダ・クルス（1928年-1973年）は遅く怠慢で計画に反対していたので、アゴスティニョ・ネト（1922年-1979年）にその座を奪われた。指導者の変更によって、アンゴラ解放人民運動は政策をアンゴラの独立に変更した。
- 民主主義
- 多文化主義
- 非同盟
- 国有化
- 全植民地の解放
- アンゴラからの軍事基地の撤退

1964年にサヴィンビはアンゴラ民族解放戦線を離れ、ロベルトの伝統的コンゴ王国の外に戦争を広げたくないという信念に従ってアンゴラ全面独立民族同盟（UNITA）を設立した。1965年にネトはマルクス主義の指導者であるチェ・ゲバラ に会い、すぐにキューバ、ソ連、東ドイツ政府から援助を受け始めた。1966年5月、アンゴラ解放人民運動に所属するダニエル・チペンダは東部戦線を開き、アンゴラ国内でのアンゴラ解放人民運動の影響力を増した。東部戦線が崩壊した時、チペンダとネトは互いに問題点を非難し合った。1966年12月25日、アンゴラ全面独立民族同盟は最初の攻撃で、ベンゲラ鉄道をザンビア国境のテイセイラ・デ・ソウサで妨害した。1967年にアンゴラ全面独立民族同盟は鉄道を2回破壊し、ベンゲラ鉄道を通して銅を輸出していたザンビア政府を怒らせた。ケネス・カウンダ大統領（1924年-）はアンゴラ全面独立民族同盟軍人を500人ザンビアから追放する事で対抗した。サヴィンビはエジプトのカイロに行きそこで1年間住んだ。彼は密かにザンビア経由でアンゴラに入り、ポルトガル軍と共にアンゴラ解放人民運動に対して戦った。アンゴラ全面独立民族同盟は主要基地をアンゴラ南東辺境部に持っていた。そこにはポルトガルやアンゴラ民族解放戦線の影響は殆ど及ばず、ゲリラ戦争も全く無かった。アンゴラ全面独立民族同盟は初めからアンゴラ解放人民運動やアンゴラ民族解放戦線に比べて良く統制が取れていた。アンゴラ全面独立民族同盟軍人はゲリラ作戦を良く理解していた。彼らはベンゲラ鉄道沿いで特に活発であり、何度もポルトガル人や鉄道経由でアンゴラの港から輸出するコンゴ共和国、ザンビア両国に損害を与えた。1960年代後半、アンゴラ解放人民運動とアンゴラ民族解放戦線、ポルトガル人は三つ巴の戦いをしていた。アンゴラ解放人民運動軍はアンゴラ民族解放戦線の隠れ家を見付ける為にポルトガル人に協力した。

## ポルトガル軍の人種と民族
1900年-1950年代前半までは、ポルトガル人は限られた現地人を雇用して植民地軍を維持していた。司令官と上級下士官は都会軍から徴集し、下級下士官はポルトガルの海外領土住民から成っていた。階級と配属はアフリカ黒人志願兵と白人の混合で、兵役は義務だった。「文明化された」黒人（アッシミラデオス）も理論的には徴兵されたが、実際は一部が兵役に就くだけだった。1951年にアフリカの領土が「植民地」から「海外州」に正式に変わった事で、植民地軍は独自の存在を無くしポルトガル軍に統合された。海外州での徴兵制度は基本的に変わらなかった。モザンビーク人歴史家のジョアン・パウロ・ボルゲス・コエリョによると、ポルトガル植民地軍は人種や民族によって分離されていた。1960年までに兵士は3種類に分けられた。ヨーロッパ人とアフリカ系白人から成る士官と、「文明化された」アフリカ系黒人から成る海外軍と、その他の現地住民から成る現地軍だ。1960年にこの分類は1級、2級、3級と名前を変えられた。1960年代後半に肌の色が公的差別でなくなると、黒人でも士官の最下位の少尉になれるように組織が少しだけ変わった。黒人兵は植民地軍の41%を超える事は無く、戦争開始時には18%だった。コエリョはアフリカ人兵士の認識がアンゴラ、ギニア、モザンビークの戦争を大きく分けたと述べている。対ゲリラ戦が最も上手かったコスタ・ゴメス将軍は、地元住民との良好な関係に腐心し、対ゲリラ戦でアフリカ人兵士を用いた。対照的にスピノラ将軍は、アフリカ人兵士により政治的・精神社会的に要請した。3人の中で最も保守的なカウルザ将軍は、アフリカ人兵士が彼の厳しい制御から外れる事を恐れ、アフリカ人が劣等人種であるという初期の人種認識を変える事が出来なかったようだ。アフリカ現地軍は広く展開されたにもかかわらず、最初は徴集兵は非士官という補助的な役割で雇われた。戦争が始まると、下士官のアンゴラ人も戦闘に参加するようになった。500年に渡る植民地支配の中で、ポルトガルは黒人の統治者、校長、警部、博士、海外軍上級士官を1人も生み出せなかった。ポルトガル植民地行政官は差別に基づく教育をした為に、アンゴラ現地人を平等で充分な教育から大きく引き離し、その結果反乱まで黒人の人材が育たなかった。1970年代前半、ポルトガル政府はこれらの欠陥を過ちと認め、彼らのポルトガル領アフリカへの情熱とは反対に、快く肌の色に関係無く教育や訓練の機会を与えた。それが多くの黒人の博士や上級軍人を生み出す事に繋がった。

## 1970年-1975年

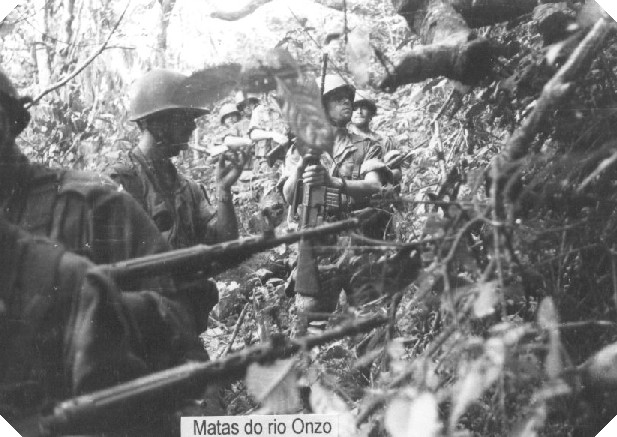
アンゴラ北部の熱帯雨林のポルトガル兵

### 1971年-1972年
1971年、アンゴラ解放人民運動は100-150人の戦隊を組織した。この組織は60mmと80mmの迫撃砲で武装してポルトガル人の政府施設を攻撃した。1972年にポルトガルはアンゴラ解放人民運動に対して対ゲリラ作戦を実施し、幾つかの拠点を破壊した。加えて2月には南アフリカ防衛軍がモシコ州でアンゴラ解放人民運動と交戦し、共産党を破壊した。ポルトガル軍は東部戦線の鎮圧に成功した。敗れたネトは800人の兵士を連れてコンゴ共和国に撤退した。アンゴラ解放人民運動内で権力闘争が起こり、ソ連がチペンダの後ろ盾になる事で闘争は終わった。3月17日、1000人のアンゴラ解放人民運動兵士がキンクズで暴動を起こしたが、ザイール軍がロベルトの為にこれを鎮圧した。

### 1973年-74年

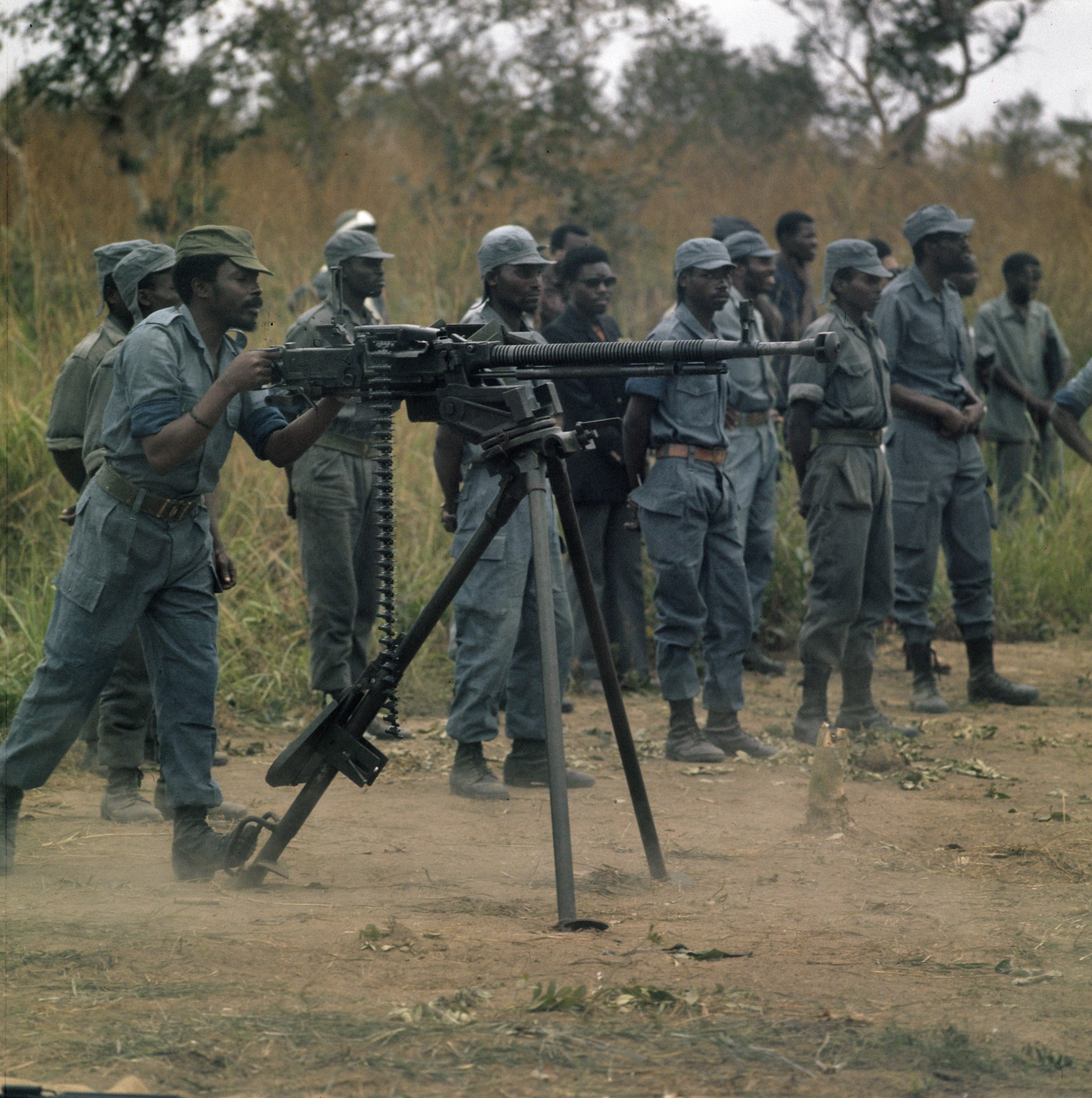
ザイールの練兵場でのアンゴラ民族解放戦線の訓練（1973年）

1973年にチペンダはアンゴラ解放人民運動を離れ、アンゴラ解放人民運動から引き抜いた1500人の兵士で東部反乱を設立した。 タンザニア大統領のジュリウス・ニエレレ（1922年-1999年）は、1970年からアンゴラ解放人民運動に資金協力をしていた中華人民共和国を説得し、1973年にアンゴラ民族解放戦線と同盟を組んでアンゴラ解放人民運動に対抗させた。ロベルトは中国を12月に訪れ援助を取り付けた。1974年にアンゴラ解放人民運動の主流から活動的反乱が分離した為、ソ連はアンゴラ解放人民運動への援助を完全に打ち切った。11月にネトが主導権を再主張した為、ソ連はアンゴラ解放人民運動への援助を再開した。アンゴラ解放人民運動、アンゴラ全面独立民族同盟、アンゴラ民族解放戦線の連合軍は反乱を成功させた。しかしこれは彼らが戦闘で成功した為ではなく、ポルトガルでの武装軍運動によるクーデターの為だった。武装軍運動は1974年4月25日にカーネーション革命を起こしたポルトガル武装軍の下級士官による組織で、ポルトガルの植民地戦争を終わらせポルトガル海外領土の独立に繋がった。武装軍運動は権威的政治組織や継続中のアフリカ植民地戦争（特にポルトガル領ギニア）への抗議によってリスボン政府を転覆した。ポルトガル革命政府は植民地軍を解体し、直ちにアフリカ人民族運動に権限を渡す事に同意した。これによりポルトガルに対する独立戦争はすぐに終わったが、独立勢力とその支援国同士による争いが始まった。ホールデン・ロベルト、アゴスティニョ・ネト、ジョナス・サヴィンビはザイールのブカヴで7月に会談し、一つの政治組織としてポルトガルと交渉する事に同意した。しかし後に戦闘が再開した。

### 1975年
1975年1月5日、3つの組織の指導者達はケニアのモンバサで再会し、お互いの戦闘を止め、ポルトガルとの憲法交渉の外枠についても合意した。1月10日-15日、彼らは3度目の会合でアルガルヴェでポルトガル政府と交渉した。1月15日、彼らは11月11日にアンゴラが独立し暫定政府を創る旨のアルヴォー合意に署名した。この合意は独立戦争を終わらせたが、内戦は続いた。カビンダ飛び地解放戦線（FLEC）と東部反乱は交渉から除外された為署名しなかった。アルヴォー合意による連合政府は、互いの平和への過程を軍事力による支配と疑う民族主義者の派閥によってすぐに崩壊した。各党は最初の国民議会を1975年8月に開催する事に同意した。1月31日から独立まではローザ・コウティンホ高等弁務官と首相諮問会が統治する予定だった。首相諮問会は各党から1人ずつの3人の代表から成り、議長は持ち回り制だった。全ての決定は3人中2人の同意が必要だった。12人の大臣はアンゴラ各党とポルトガル政府から3人ずつ平等に選ばれた。オーサー・ウィットニー・ライト・シュニードマンはこの条件を「アフリカに関して：ワシントンとポルトガル植民地帝国の凋落」で「特権階級による事実上の停滞」を確実にすると批判した。アメリカの情報調査部は過度の権力の均衡はアンゴラ政府に機能不全を起こすと警告した。ポルトガル政府の交渉における最大目標は白人系アンゴラ人の大量流出の防止だった。だが、この合意はアンゴラ3組織だけに最初の選挙での指名権を与えただけで、恣意的にコンゴ人やカビンダ人、白人から公民権を奪う事になった。ポルトガル人は白人系アンゴラ人は分離運動に加わるべきで、分離者は政治基盤を広げるべきだと論じた。この合意はアンゴラ各党の軍隊を統合し、新しいアンゴラ共和国軍の創設を呼びかけた。アンゴラ共和国軍は2.4万人のポルトガル人と、アンゴラ3党から8000人ずつの合計4.8万人の人員から成る。各党は個別の兵舎や基地を持つ。全ての軍事的決定は各党指導者と合同軍司令官の同意を必要とする。ポルトガル人部隊は装備が不十分であり、アンゴラ民族主義者は互いに敵対し訓練を欠いていた。カビンダ飛び地解放戦線はこの条約に合意せず、カビンダを「アンゴラの統合された譲渡出来ない部分」と述べた。分離主義者はこの合意をカビンダの民族自決を妨げるものと捉えた。アンゴラ3党はすぐに軍備を増強しポルトガル人を上回るようになり、植民地の平和維持力に危険を齎した。党派の戦いは姿を変え、外国からの軍事支援競争になった。2月にはキューバ政府が東側諸国にアルヴォー合意は成功しないと警告した。春までにはアフリカ民族会議と南西アフリカ人民機構（SWAPO）がキューバの警告に同調した。アフリカ統一機構の指導者達はケニア大統領のジョモ・ケニヤッタ（1889年-1978年）の調整の下、6月にケニアのナクルで3党の指導者と平和会議を開いた。6月21日、アンゴラの指導者達はナクル合意に同意し、互いへの暴力に繋がる不信をアルヴォー合意に従って認め我慢した。7月、戦闘が再開し、アンゴラ解放人民運動はアンゴラ民族解放戦線をルアンダから排除しようとし、アンゴラ全面独立民族同盟は自発的に首都から撤退し、南部の古戦場に戻った。8月までにアンゴラ解放人民運動は15州の内ルアンダとカビンダを含む11州の州都を押さえた。10月23日、南アフリカ軍はアンゴラを侵略し、ナミビアからアンゴラ南部へ1500人-2000人の兵士を贈った。アンゴラ民族解放戦線・アンゴラ全面独立民族同盟・南アフリカ連合軍はノヴォ・レドンドとベンゲラを含む5つの州都を3週間で押さえた。11月10日、ポルトガル人はアンゴラから撤退した。キューバ・アンゴラ解放人民運動連合軍は南アフリカ・アンゴラ民族解放戦線連合軍を破り、ルアンダの支配を維持した。11月11日、ネトはアンゴラ人民共和国（1975年-1992年）の独立を宣言した。アンゴラ民族解放戦線とアンゴラ全面独立民族同盟はウアンボを首都とする独自政府の樹立を対抗して宣言した。南アフリカ軍は撤退し、キューバ軍の助けによって、1976年の初めにアンゴラ軍は南部の殆どを奪回した。多くの分析家はポルトガル暫定政府をアルヴォー合意への違反、アンゴラ国内の治安への関心の欠如、アンゴラ解放人民運動への依怙贔屓で非難した。国民救済臨時政府の7人の指導者の1人であるコウティンホ高等弁務官は、公的にポルトガル軍の装備をアンゴラ解放人民運動に与えた。アメリカ合衆国国務省のアフリカ担当であるエドワード・ムルカヒーは、在アンゴラアメリカ領事のトム・キッロランにアンゴラ民族解放戦線やアンゴラ全面独立民族同盟よりも首相諮問会を優先するよう助言した。また、ポルトガルに平和合意実現の為に「弛まぬ長い努力」を求めた。アメリカのヘンリー・キッシンジャー国務長官はソ連や共産主義のアンゴラ解放人民運動に関わる如何なる政府も受け入れられないとし、ジェラルド・R・フォード大統領はアンゴラ民族解放戦線への支援を重視した。

## 外国の影響

### アメリカ
海外州アンゴラにおけるポルトガル人の状況はすぐにポルトガルが参加する北大西洋条約機構（NATO）の関心事になった。例えばアメリカは、ルアンダにマルクス主義体制が設立される事を恐れた。なぜならアメリカがアンゴラ人民同盟に武器と弾薬を供給した事で、同盟は大きく成長しアンゴラ民主党と合併しアンゴラ民族解放戦線になったためである。しかしアンゴラ民族解放戦線の指導者達はアメリカの支援に満足しなかった。サヴィンビは中国と良い関係を築きより大きな支援を得た。1965年初頭、アメリカはアリゾナ州ツーソンの航空会社にA-26爆撃機を7機売る許可を与えた。ポルトガルの懸念はキューバやソ連から来るマルクス主義だった。爆撃機はアフリカまで元イギリス空軍と伝えられているジョン・リチャード・ホークが飛ばしたが、ホワイトハウス上空で低空飛行した為アメリカ空軍に強制着陸させられ逮捕された。1965年5月、ホークはポルトガルに違法に武器を売る手伝いをした罪で起訴されたが、収監は1年以下だった。B-26がアンゴラに到着するには数年かかった。

### ローデシアと南アフリカ
アメリカとは別の2ヶ国もこの戦争に参加した。ローデシア（現在のジンバブエ）と南アフリカであり、両国共に少数の白人が支配していた。両国の政府は、ポルトガルが負けた場合に同じ事が自国に起きるのではと恐れていた。最初は両国共武器の供給を制限していた。しかし、1968年までに南アフリカはSA316ヘリコプターを乗員付きでポルトガル空軍（FAP）に供給し始め、最終的には南アフリカ防衛軍（SADF）の歩兵が数部隊アンゴラ南部・中央部に展開された。しかし、当時の報告では彼らがカッシンガの鉄鉱山を守っていた証拠は無かった。最終的に、ローデシア人操縦士が何人もポルトガル空軍で飛ぶように勧誘されたと報告されている。しかし、1969年に最初のポルトガル部隊はSA330ヘリコプターを使っていたが、その乗員は殆ど南アフリカ人だった。ローデシア人操縦士はポルトガル人の補助をするには価値が高過ぎるとローデシア空軍は考えられていた。1968年の間は、南アフリカ軍は統合航空補助中心（CCAA）の管轄外で操縦士やヘリコプターを運用し、クイト・クアナヴァレを獲得している。

### ソ連
1960年代後半、ソ連は主にアンゴラ解放人民運動を通してこの戦争に介入した。アンゴラ民族解放戦線がアメリカから極少量の武器しか与えられず、アンゴラ全面独立民族同盟は他国から殆ど援助を受けられなかった中で、マルクス主義のアンゴラ解放人民運動はモスクワと緊密な関係を築き、タンザニアやザンビア経由で大量の武器の援助を受けた。1969年、アンゴラ解放人民運動はソ連と武器供与の見返りに独立後は国内にソ連軍基地を設置する事を認めた。1970年代前半、アンゴラ解放人民運動はアンゴラ最強の反植民地運動及び政党になった。

## その後

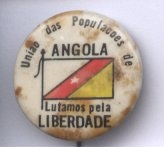
アンゴラ独立記念の象徴

アンゴラ解放人民運動とポルトガルの間で権力の移譲が行われる合意があったと公になってすぐ、多くの出国者が出始めた。11月までに30万人以上がアンゴラを去り、その殆どがポルトガル航空のボーイング707で出国した。イギリス空軍も手を貸し、ビッカース VC-10で約6000人を輸送した。この時既に新たに独立した国中でアンゴラ内戦が始まっていた。破滅的な内戦は数十年続き、独立したアンゴラの中で100万人もの人命が失われた。紛争が始まった事で、アンゴラの経済計画、経済発展と成長、安全保障、教育、健康は軒並み悪化した。ポルトガル植民地戦争で独立した他のアフリカ新興独立国同様、内戦やクーデターの影響でアンゴラの社会・経済はポルトガルとは対照的になった。ポルトガル統治時代の経済水準に戻すのが政権の目標になった。アンゴラ全土を覆う激しい不況と混沌が国民の生命や民族主義の情熱を蝕んだ。白人や混血アンゴラ人に対する黒人による人種差別も爆発した。